# فرناندو كوريا
فرناندو كوريا (بالإسبانية: Fernando Correa)‏ (6 يناير 1974 بمونتفيدو في الأوروغواي - ) هو لاعب كرة قدم أوروغواني في مركز الهجوم. شارك مع منتخب الأوروغواي تحت 20 سنة لكرة القدم ومنتخب الأوروغواي لكرة القدم. أما مع النوادي، فقد لعب مع أتلتيكو مدريد وبنيارول وراسينغ سانتاندير وريال بلد الوليد وريال مايوركا وريفر بليت وشانغهاي غرينلاند شينهوا.

## وصلات خارجية
- فرناندو كوريا على موقع الاتحاد الدولي (مؤرشف)  (الإنجليزية)
- فرناندو كوريا على موقع قاعدة بيانات كرة القدم.إي يو (الإنجليزية)
- فرناندو كوريا على موقع ناشيونال فوتبول تيمز (الإنجليزية)
- فرناندو كوريا على موقع Soccerway.com (الإنجليزية)